# Apokrisiář
Apokrisiář (z řeckého ἀποκρῖσις apokrisis odpověď, latinsky responsalis < responsum odpověď) označuje obecně církevního vyslance ve starověku, a to buď stálého nebo dočasného, u vysokých církevních autorit nebo královských dvorů. Na Východě měli patriarchové své apokrisiáře při císařském dvoře a metropolité své apokrisiáře u patriarchů.
Papež též často vysílal své kleriky jako vyslance, a to buď kvůli řešení diplomatických otázek s císařem anebo vnitrocírkevních kontroverzí.
Po pádu západořímské říše byl vztah papeže s byzantským císařem klíčový a též z důvodu velkých christologických kontroverzí na Východě se úřad papežského legáta u dvora v Konstantinopoli stal trvalým. Prvním z těchto apokrisiářů byl zřejmě Julianus, biskup na Kósu, vyslanec papeže Lva I. u dvora císaře Marciana (450–457) (období monofyzitských debat a Chalkedonského koncilu). Tento úřad trval až do roku 745, kdy došlo k vyhrocení vztahů mezi Východem a Západem v otázce obrazoborectví.
Často se stávalo, že římskými biskupy, tedy papeži, se stávali bývalí apokrisiáři, mezi ně patří též Řehoř I., který sloužil jako jáhen několik let v Konstantinopoli jako apokrisiář.
Papežové měli své apokrisiáře též na dvoře exarchy v Raveně. Určitou dobu během pontifikátu Řehoře I. působil u papeže responsalis ravennského arcibiskupa.
Počínaje vládou Karla Velikého nalézáme apokrisiáře též na dvoře franských králů, zde se však jednalo o královské arcikaplany s titulem starověkých papežských vyslanců.